# Federatie Instandhouding Monumenten
De Federatie Instandhouding Monumenten (FIM) is een Nederlandse koepelorganisatie voor collectieve belangenbehartiging op het gebied van gebouwde, archeologische, groene en mobiele monumenten richting de politiek.

## Doelen
- Uitwisseling betreffende de bescherming, instandhouding en/of het beheer van gebouwde, archeologische, groene, en mobiele monumenten.
- Gezamenlijke visies formuleren over beleid ter bescherming, instandhouding en/of beheer.
- Visies uitdragen op politiek en ambtelijk niveau.

## Activiteiten
De FIM organiseert vergaderingen en bijeenkomsten, vormt werkgroepen en stelt aanbevelingen op. De FIM behartigt de belangen van haar leden middels overleg met de staatssecretaris van cultuur.

## Leden
| - Archeologische Werkgemeenschap voor Nederland (AWN) - Commissie Kerkelijke gebouwen, interkerkelijk contact overheidszaken (CIO) - Erfgoedvereniging Heemschut - Landelijke Federatie het Behouden Huis - Restauratie Opleidingsprojecten Nederland (ROP) - Utrechtse Maatschappij tot Stadsherstel NV (UMS) - BOEi: Herbestemmen industrieel erfgoed - Cuypersgenootschap - Koninklijke Nederlandse Oudheidkundige Bond (KNOB) - Nederlandse Kastelenstichting (NKS) - Staatsbosbeheer - Stichting Alde Fryske Tsjerken - Tuinhistorisch Genootschap Cascade - Evangelische Broedergemeente Zeist - Landelijk Hofjesberaad (LHB) - Nederlandse Tuinenstichting (NTs) - Stadsherstel Amsterdam - Stichting Behoud Kerkelijke Gebouwen in Friesland (SBKGF) - Stichting Geldersch Landschap en Stichting Vrienden der Geldersche Kasteelen | - Stichting Het Groninger Landschap - Stichting Monumenten van de Maatschappij van Weldadigheid (SMVV) - Stichting Oude Groninger Kerken - vereniging Bewoond Bewaard - Monumentenwacht Nederland - Vereniging voor Kerkrentmeesterlijk Beheer in de Protestantse Kerk in Nederland (VKB) - stichting Het Drentse Landschap (HDL) - stichting Mobiel Collectief Nederland (MCN) - Stichting Oude Gelderse Kerken (SOGK) - Vakgroep Restauratie - stichting Hart voor het Vondelpark - Stichting Menno van Coehoorn - Stichting Oude Drentse Kerken - Stichting Twickel - Vereniging De Hollandsche Molen - Vereniging Particuliere Historische Buitenplaatsen (VPHB) - Vereniging Hendrick de Keyser - Vereniging van Beheerders van Monumentale Kerkgebouwen in Nederland |